# Gare de Firminy
Gare de Firminy vasútállomás Franciaországban, Firminy településen.

## Vasútvonalak
Az állomást az alábbi vasútvonalak érintik:
- Saint-Georges-d'Aurac-Saint-Étienne-Châteaucreux-vasútvonal

## Kapcsolódó állomások
A vasútállomáshoz az alábbi állomások vannak a legközelebb:
- Gare d’Aurec
- Gare de Fraisses - Unieux
- Gare du Chambon-Feugerolles